# Calle Mayor (Albacete)
La calle Mayor es una vía de la ciudad española de Albacete que conecta las plazas Mayor y Carretas, atravesando el centro de la capital. Es una de las calles más comerciales y con más tránsito de la ciudad.

## Historia
La vía recibió el nombre de calle de las Cortesas. Cambió su denominación a calle Mayor por ser ya antiguamente una de las más importantes de la ciudad. Ha sido históricamente una de sus calles más comerciales.
En 1854 el Casino Primitivo de Albacete se trasladó a la calle.
En 1925 Buenaventura Ferrando Castells proyectó uno de los más emblemáticos inmuebles de la capital, el pasaje de Lodares, que la comunica con la calle Tinte.

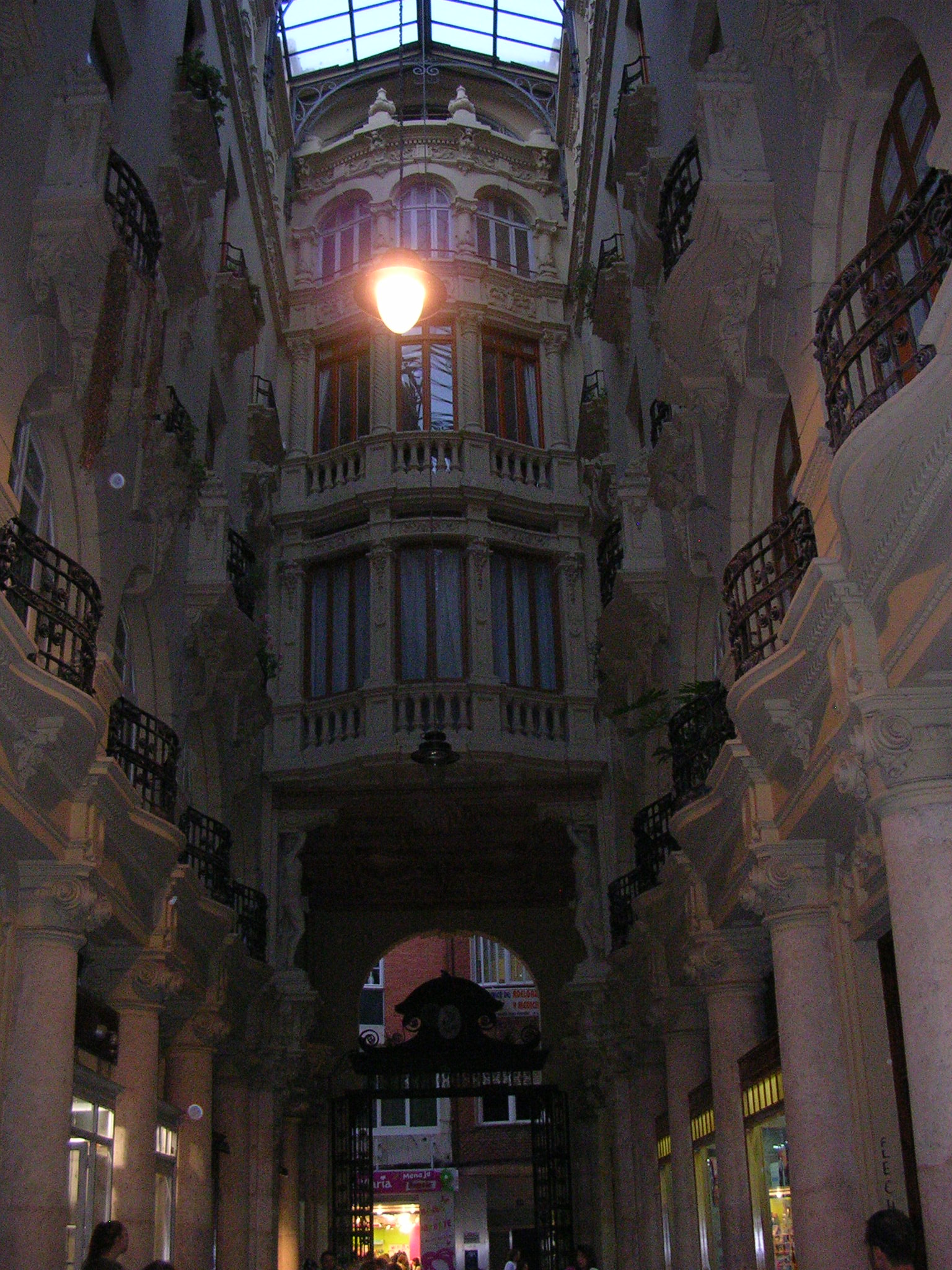
El pasaje de Lodares conecta la calle Mayor (al fondo de la imagen) con la calle Tinte.

En 1935 los arquitectos José Luis García Pellicer y Baldomero Pérez Villena diseñaron el edificio Legorburo en la esquina con la calle Marqués de Molins. La Casa Sindical de Albacete fue inaugurada en 1956 en el final de la vía.

## Situación
La calle Mayor está situada en pleno centro de la capital albaceteña. Comienza su recorrido en la histórica plaza Mayor como continuación de la calle Zapateros y, discurriendo en dirección noroeste-sureste, finaliza en la plaza de Carretas. La calle atraviesa, entre otras, la calle Ancha, una de las vías más importantes de la ciudad.